# Schöneiche bei Berlin
Schöneiche bei Berlin település Németországban, azon belül Brandenburgban. Lakosainak száma 13 145 fő (2023. december 31.). Schöneiche bei Berlin Treptow-Köpenick, Münchehofe, Neuenhagen bei Berlin, Fredersdorf-Vogelsdorf, Rüdersdorf bei Berlin, Altlandsberg és Woltersdorf községekkel határos.

## Népesség
A település népességének változása:
| Lakosok száma | 194  | 238  | 9153 | 9241 | 8228 | 10 806 | 11 871 | 12 196 | 12 311 | 13 145 |
|               | 1772 | 1879 | 1939 | 1981 | 1993 | 1998   | 2004   | 2010   | 2015   | 2023   |